# Mevaséret Sion
Mevaséret Sion (en hebreo: מבשרת ציון‎, lit. 'Heraldo de Sion') es un concejo local ubicado en el distrito de Jerusalén, en Israel. Está situado en los montes de Judea, una cadena montañosa boscosa, alrededor de 8 km al noroeste de Jerusalén, a ambos lados de la Autopista 1, la principal vía de conexión entre Jerusalén y Tel Aviv.  Su elevación varía desde los 640 hasta los 810 m s. n. m..
Mevaséret Sión se compone de la unión de dos localidades distintas: Maoz Sion, fundada en 1951 por inmigrantes judíos de Irak, Irán y Kurdistán, y Mevaséret Jerusalén, fundada en 1956 por inmigrantes judíos norteafricanos, bajo la jurisdicción de un consejo local. Los barrios más nuevos de Mevaséret Sion no formaban parte de ninguna de ambas localidades.
En 2024 tenía una población de 26 281 habitantes, repartidos en 15 barrios, siendo la tercera localidad más poblada del distrito de Jerusalén y el cuarto concejo local más poblado de Israel, siendo superado por Pardes Hanna-Karkur, Guedera y Arara.

## Historia

### Época romana y cruzada
Debido a su ubicación estratégica, el asentamiento en el área de Mevaséret Sion se remonta a la antigüedad. Los romanos construyeron allí una fortaleza, conocida como Castellum. Un castillo cruzado llamado Belveer o Beauverium se construyó en la cima de esta colina en el año 1168 d. C., y aparece en el listado de castillos destruidos por el sultán Al-Adil I entre 1191 y 1192. A día de hoy no quedan restos del castillo. Heraclio de Auvernia, patriarca de Jerusalén, menciona el castillo de Belveer en una carta fechada en septiembre de 1187, en la que describe la matanza de cristianos "por la espada de Mafumetus el infiel y su maligno adorador Saladino", así como la conquista árabe del lugar, que fue renombrada como Al-Qastal.

### Época otomana
En 1838, el-Kustul aparece citado como un pueblo musulmán, parte del área de Beni Malik, ubicada al oeste de Jerusalén.
En 1863, Victor Guérin encontró edificios modernos construidos sobre antiguas ruinas. Dejó constancia de que el pueblo pertenecía al clan Abú Gosh. Un listado de pueblos otomanos de cerca el año 1870 registró que Kastal tenía una población de 10 habitantes viviendo en 5 casas, aunque este censo, al tener un carácter militar, incluía solamente a los hombres.
En 1883, Al-Qastal aparece descrito por el Fondo para la Exploración de Palestina (PEF) como "un pequeño pueblo de piedra en una posición llamativa en un la cima de una colina pedregosa, con manantiales hacia el este".
En 1896, la población de el-Kastal se calculó en aproximadamente 39 personas.

### Mandato británico de Palestina
En el censo de Palestina de 1922, llevado a cabo por las autoridades del Mandato británico de Palestina, Qastal tenía una población de 43 habitantes, todos ellos musulmanes, que había aumentado en el censo de 1931 a 59 habitantes; 55 musulmanes y 4 cristianos, que habitaban un total de 14 casas.
Hacia 1944 o 1945, el pueblo tenía una población de 90 musulmanes y una superficie de 42 dunams (4,2 hectáreas) de tierra destinada al cultivo de cereales y 169 dunams (16,9 hectáreas) dedicadas al regadío o a huertas, incluidos 50 dunams de olivares.

### Guerra árabe-israelí de 1948
En la guerra de 1948, Al-Qastal ocupaba una posición clave en la carretera entre Jaffa y Jerusalén, y fue utilizado como base por las fuerzas árabes para hostigar los convoyes de rescate judíos que intentaban romper el sitio de los barrios judíos de Jerusalén. Con este objeto, Abdelkader al-Husayni, comandante de las fuerzas irregulares árabes del sector de Jerusalén, ocupó el lugar.
El pueblo fue atacado por la Brigada Harel de las fuerzas del Palmaj (una unidad de élite integrada en la Haganá) y por dos escuadrones de la Haganá (organización paramilitar judía) durante la denominada operación Najshón, después de que una serie de ataques previos de la propia Haganá hubiesen causado la huida de la mayoría de sus habitantes. Las tropas del Palmaj ocuparon el pueblo el 3 de abril y su comandante solicitó permiso para demolerlo, pero finalmente se le denegó dicho permiso. Según el historiador israelí Danny Rubinstein, la toma de Al-Qastal supuso la primera vez que las tropas judías ocupaban una población árabe para quedarse en ella.
Tras una reunión en Damasco, Siria, en la que un comité de representantes de países árabes negaron cualquier tipo de ayuda a Abdelkader al-Husayni, fuerzas árabes encabezadas por este atacaron y sitiaron la aldea controlada por la Haganá el 7 de abril de 1948. A la noche siguiente, en un extraño incidente, el propio al-Husayni se desorientó por la escasa luz y saludó en inglés a dos jóvenes que se encontraban cerca de una casa. Estos, dos centinelas de la Haganá, le respondieron en árabe, pero cuando al-Husayni se acercó a ellos lo acribillaron con una ametralladora. Sin embargo, ni los acompañantes de al-Husayni dieron noticia de su muerte ni los centinelas supieron de su identidad, por lo que su cadáver quedó donde cayó.
El 8 de abril se organizó una gran partida de jóvenes árabes armados de toda la zona de Jerusalén, motivados por la desaparición de su líder, atacaron y recuperaron Al-Qastal. El ataque a Al-Qastal concluyó con la toma de la colina y el pueblo, con bajas para la Haganá, entre ellas uno de los centinelas que había disparado contra al-Husayni. Sin embargo, cuando se descubrió el cadáver de al-Husayni se hundió la moral de las fuerzas árabes. Muchos de los que habían tomado Al-Qastal abandonaron sus posiciones el viernes 9 de abril para asistir al funeral de al-Husayni en la mezquita de Al-Áqsa. Las tropas del Palmaj pudieron retomar el pueblo casi completamente vacío en la noche del 8 al 9 de abril, volando la mayoría de las casas y estableciendo un puesto de mando en la colina, que consiguieron mantener hasta el final de la guerra.

## Hermanamientos
Mevaséret Sion está hermanada con las siguientes ciudades:
- Sankt Augustin, Alemania.
- White Plains, Estados Unidos.

- Calabasas, Estados Unidos.
- Plan-de-Cuques, Francia.